# 아피아노가

빨간색과 은색 마름모꼴

아피아노(Appiano) 또는 아피아니(Appiani), 다피아노(d'Appiano) 가문은 오늘날 폰사코의 라 피에페(La Pieve)에서 확인된 오늘날에는 사라진 지명학인 알피아노(Al Piano) 또는 아피아노(Appiano)에서 기원한 이탈리아의 귀족 가문이다. 그들은 15세기 초에서 1628년까지 피옴비노 후국을 통치했다.

## 역사
아피아니 가문 중 처음으로 알려진 이는 1200년에서 1255년 사이에 살았던 공증인 구아르니토 다피아노(Guarnito d'Appiano)이며, 그의 아들 야코포(Jacopo, 피사에서 흥함. 1230년-1290년) 또한 공증인이였고, 게다가 구아르니토의 손자 벤베누토(Benvenuto)는 피사 공증인 조합의 조합장이 되었다. 또한 공증인이였던 그의 증손자 반니(Vanni)는 피사의 안치아노(Anziano, 영사)가 그 이후에는 1347년에 루카의 장관이 되었다. 하지만 그는 1355년 5월 피사에서 처형을 당하고 만다. 반니의 아들 야코포(Jacopo, 1322년 - 1398년)는 피사 공화국의 장관이자 델라 게라르데스카 가문과 함께 라스판티당(Raspanti)의 수장이 되었다. 1392년, 피에트로 감바코르티(Pietro Gambacorti)와 그의 아들들의 암살 후, 그는 10년간 피사의 사실상의 군주가 되었다.
그는 1398년 아들인 게라르도에게 자리를 물려주었고, 1년 뒤 게라르도는 피사의 주권을 밀라노의 군주 잔 갈레아초 비스콘티에게 넘기게된다. 하지만 잔 갈레아초가 사망한 뒤, 피사는 가브리엘레 마리아 비스콘티에 의해 피렌체에 팔리게 되었으며, 한편 아피아니 가문은 피옴비노, 수베레토, 부리아노(Buriano), 스칼리노, 비냘레, 포풀로니아, 엘바, 피아노사, 몬테크리스토에 대한 지배권을 유지했다. 게라르도는 1404년에 그의 아들 이아코포 2세에게 물려주었는데, 게라르도가 사망 후(1441년), 이아코포의 어머니이자 섭정인 파올라 콜론나는 피옴비노를 위해 에마누엘레 아피아니를 격퇴시켜냈다. 1445년에 파올라 콜론나가 사망하고, 통치권은 이아코포 2세의 자매인 카테리나에게 넘어갔지만, 그럼에도 실질적인 지배권은 그녀의 남편 리날도 오르시니가 쥐고 있었다. 1450년에 리날도가 1451년에는 카테리나가 역병으로 사망하고, 에마누엘레는 피옴비노인들을 통해 피옴비노의 군주로 선출되었다.
1509년 이아코포 4세가 합스부르크 가문의 막시밀리안 1세를 통해 피옴비노 후작 작위를 획득했다. 그의 아들 이아코포 5세는 메디치 가문의 교황들인 교황 레오 10세와 교황 클레멘스 7세가 사망한 후, 로렌초 데 메디치의 후손들인 두 자매와 혼인했다. 하지만 그의 아들 이아코포 6세는 1548년 카를 5세에 의해 피옴비노에서 쫓겨나고 그의 영지를 코시모 1세 데 메디치에게 맡겨버렸다. 이아코포는 1559년에 주권을 회복하였지만, 3년만에 폭동을 일으킨 시민들이 토스카나 대공국의 함대의 사령관으로 남아있던 알레산드로와 싸우도록 강요하였다. 알레산드로는 황제로부터 통치의 합법화를 얻어냈지만, 통치 4년만에 대중들에 의해 살해당하고 만다.
이아코포 7세는 신성 로마 제국 황제 루돌프 2세에게서 공작 자위를 얻어, 알레산드로의 자리를 이어받는다. 이아코포가 후계자를 두지 못하고 사망하자, 피옴비노 후국은 친척에게 잠시 통치권이 넘어갔었지만, 실질적으로는 이사벨라 아피아니가 추방당하는 1628년까지 통치하였다가, 결국에는 1634년 신성 로마 제국 황제 페르디난트 2세가 피옴비노를 이사벨라의 딸과 결혼한 니콜로 루도비시에게 위임한다.